# Sant Sixt de Miralplà
Sant Sixt de Miralplà és una capella situada al nord-oest de la ciutat de Vic, Osona. Està protegida com a Bé Cultural d'Interès Local.

## Edifici
Es tracta d'una petita capella de planta rectangular amb contraforts laterals, coberta amb volta de canó, així com un absis semicircular. Aquest absis va ser sobrealçat més tard, i és decorat amb un fris. La portalada d'accés és d'arc de mig punt. Per sobre d'aquesta s'hi troba una obertura en forma de creu llatina. L'aparell constructiu és de pedra i té teulada de teula àrab a doble vessant.
Posteriorment es va construir la torre campanar de planta quadrada, adossada al mur sud. Amb la seua construcció es va aprofitar la planta inferior per a situar la sagristia. A la part superior té obertures d'arc de mig punt i està rematat amb merlets esglaonats.

## Història
Està documentada l'any 1100, a la demarcació de Fontcoberta. Més tard va estar sota la protecció de Sant Tomàs de Riudeperes i de la família Fontcoberta. Inicialment d'estil romànic, posteriorment s'ha reformat en diverses ocasions.